# Villanova, Corse-du-Sud
Villanova är en kommun i departementet Corse-du-Sud på ön Korsika i Frankrike. Kommunen ligger  i kantonen Ajaccio 7e Canton som tillhör arrondissementet Ajaccio. År 2022 hade Villanova 397 invånare.

## Befolkningsutveckling
Antalet invånare i kommunen Villanova
Referens:INSEE